# Llista de topònims de Colera
Llista de topònims (noms propis de lloc) del municipi de Colera, a l'Alt Empordà
Informació actualitzada per un bot. Els canvis manuals es perdran quan s'actualitzi!

## cabana
| imatge | Nom                        | Ubicat a | instància de | Detalls | coordenades                                                         | Protecció | Commons (més fotos) | Dades a WD                    |
| ------ | -------------------------- | -------- | ------------ | ------- | ------------------------------------------------------------------- | --------- | ------------------- | ----------------------------- |
|        | Cal Queco                  | Colera   | cabana       |         | 42° 23′ 59″ N, 3° 06′ 54″ E / 42.3998222641299°N,3.11509508450083°E |           |                     | Modifica les dades a Wikidata |
|        | barraca de Tarragona       | Colera   | cabana       |         | 42° 24′ 20″ N, 3° 06′ 45″ E / 42.4054624799084°N,3.11263850270205°E |           |                     | Modifica les dades a Wikidata |
|        | barraca de la Vinya        | Colera   | cabana       |         | 42° 24′ 11″ N, 3° 08′ 05″ E / 42.4029169772293°N,3.13471355383547°E |           |                     | Modifica les dades a Wikidata |
|        | corral d'en Janet          | Colera   | cabana       |         | 42° 25′ 00″ N, 3° 05′ 57″ E / 42.4165613336523°N,3.09916707264421°E |           |                     | Modifica les dades a Wikidata |
|        | corral de la Font del Moro | Colera   | cabana       |         | 42° 24′ 37″ N, 3° 08′ 00″ E / 42.4103125530906°N,3.13331961763238°E |           |                     | Modifica les dades a Wikidata |
|        | el Corral                  | Colera   | cabana       |         | 42° 24′ 30″ N, 3° 08′ 57″ E / 42.4084559477381°N,3.14905349639832°E |           |                     | Modifica les dades a Wikidata |

## casa
| imatge | Nom                           | Ubicat a | instància de | Detalls                                  | coordenades                                                                                       | Protecció                                  | Commons (més fotos)                    | Dades a WD                    |
| ------ | ----------------------------- | -------- | ------------ | ---------------------------------------- | ------------------------------------------------------------------------------------------------- | ------------------------------------------ | -------------------------------------- | ----------------------------- |
|        | Garbet                        | Colera   | casa         |                                          | 42° 23′ 44″ N, 3° 09′ 20″ E / 42.395628°N,3.155437°E 19 msnm                                      |                                            |                                        | Modifica les dades a Wikidata |
|        | Villa Maria                   | Colera   | casa         | Estil: arquitectura popular 20th century | 42° 24′ 13″ N, 3° 09′ 06″ E / 42.403611111111°N,3.1516666666667°E ca:Carrer dels Horts, 36 6 msnm | bé integrant del patrimoni cultural català | Villa Maria (Colera)                   | Modifica les dades a Wikidata |
|        | ca la Paulina                 | Colera   | casa         | Estil: arquitectura popular 19th century | 42° 24′ 15″ N, 3° 09′ 06″ E / 42.404181°N,3.151799°E ca:Carrer Labrun, 81 13 msnm                 | bé integrant del patrimoni cultural català | Ca la Paulina                          | Modifica les dades a Wikidata |
|        | casa al carrer dels Horts, 20 | Colera   | casa         | Estil: arquitectura popular 20th century | 42° 24′ 13″ N, 3° 09′ 04″ E / 42.403696°N,3.151021°E ca:Carrer dels Horts, 20 8 msnm              | bé integrant del patrimoni cultural català | Casa al carrer dels Horts, 20 (Colera) | Modifica les dades a Wikidata |
|        | xalet d'en Molar              | Colera   | casa         | Estil: arquitectura popular 1921         | 42° 24′ 18″ N, 3° 09′ 20″ E / 42.405°N,3.15542°E ca:Ctra. de la Rovellada, 19 20 msnm             | bé integrant del patrimoni cultural català | Xalet en Molar (Colera)                | Modifica les dades a Wikidata |

## collada
| imatge | Nom                 | Ubicat a                     | instància de             | Detalls | coordenades                                                  | Protecció | Commons (més fotos) | Dades a WD                    |
| ------ | ------------------- | ---------------------------- | ------------------------ | ------- | ------------------------------------------------------------ | --------- | ------------------- | ----------------------------- |
|        | Coll de Rumpisó     | Banyuls de la Marenda Colera | collada                  |         | 42° 25′ 33″ N, 3° 06′ 01″ E / 42.4258°N,3.10028°E 682.3 msnm |           |                     | Modifica les dades a Wikidata |
|        | Coll del Frare      | Colera Portbou               | collada                  |         | 42° 25′ 04″ N, 3° 09′ 34″ E / 42.4178622°N,3.1593288°E       |           |                     | Modifica les dades a Wikidata |
|        | Coll dels Empedrats | Banyuls de la Marenda Colera | collada port de muntanya |         | 42° 25′ 31″ N, 3° 05′ 44″ E / 42.42521667°N,3.09541944°E     |           |                     | Modifica les dades a Wikidata |

## entitat singular de població
| imatge | Nom     | Ubicat a | instància de                                                                   | Detalls | coordenades                                                   | Protecció | Commons (més fotos) | Dades a WD                    |
| ------ | ------- | -------- | ------------------------------------------------------------------------------ | ------- | ------------------------------------------------------------- | --------- | ------------------- | ----------------------------- |
|        | Colera  | Colera   | entitat singular de població ens local històric de Catalunya capital municipal | 488 hab | 42° 24′ 14″ N, 3° 09′ 06″ E / 42.40394°N,3.15153°E 7 msnm     |           |                     | Modifica les dades a Wikidata |
|        | Molinàs | Colera   | entitat singular de població                                                   | 2 hab   | 42° 24′ 27″ N, 3° 06′ 19″ E / 42.407417°N,3.105278°E 114 msnm |           | Molinàs             | Modifica les dades a Wikidata |

## església
| imatge | Nom                                          | Ubicat a | instància de | Detalls                                                                      | coordenades                                                                                              | Protecció                                  | Commons (més fotos)              | Dades a WD                    |
| ------ | -------------------------------------------- | -------- | ------------ | ---------------------------------------------------------------------------- | --- | ------------------------------------------ | -------------------------------- | ----------------------------- |
|        | Sant Miquel de Colera                        | Colera   | església     | Estil: arquitectura romànica 12nd century Anomenat per: Sant Miquel Arcàngel | 42° 23′ 58″ N, 3° 05′ 42″ E / 42.399397°N,3.094892°E ca:Serra de la Balmeta, paratge de Molinàs 497 msnm | bé integrant del patrimoni cultural català | Sant Miquel de Colera            | Modifica les dades a Wikidata |
|        | església parroquial de Sant Miquel de Colera | Colera   | església     | Estil: arquitectura popular 20th century                                     | 42° 24′ 16″ N, 3° 09′ 05″ E / 42.4044°N,3.15139°E ca:Carrer de l'Església, 41 27 msnm                    | bé cultural d'interès local                | Sant Miquel de Colera (església) | Modifica les dades a Wikidata |

## estació de ferrocarril
| imatge | Nom                         | Ubicat a | instància de                   | Detalls | coordenades                                                                      | Protecció | Commons (més fotos)            | Dades a WD                    |
| ------ | --------------------------- | -------- | ------------------------------ | ------- | -------------------------------------------------------------------------------- | --------- | ------------------------------ | ----------------------------- |
|        | Estació de Colera           | Colera   | estació de ferrocarril edifici |         | 42° 24′ 25″ N, 3° 09′ 16″ E / 42.40680555555556°N,3.1545°E 25.7 msnm             |           | Estación de Colera             | Modifica les dades a Wikidata |
|        | Estació de Platja de Garbet | Colera   | estació de ferrocarril         |         | 42° 23′ 27″ N, 3° 09′ 05″ E / 42.39077777777778°N,3.1513055555555556°E 31.1 msnm |           | Platja de Garbet train station | Modifica les dades a Wikidata |

## illa
| imatge | Nom         | Ubicat a | instància de | Detalls | coordenades                                                         | Protecció | Commons (més fotos)  | Dades a WD                    |
| ------ | ----------- | -------- | ------------ | ------- | ------------------------------------------------------------------- | --------- | -------------------- | ----------------------------- |
|        | Illa Grossa | Colera   | illa         |         | 42° 24′ 03″ N, 3° 09′ 57″ E / 42.40096°N,3.16595°E                  |           | Illa Grossa (Colera) | Modifica les dades a Wikidata |
|        | Illa Petita | Colera   | illa         |         | 42° 24′ 00″ N, 3° 09′ 54″ E / 42.400064975155°N,3.164942264556885°E |           |                      | Modifica les dades a Wikidata |

## masia
| imatge | Nom              | Ubicat a | instància de | Detalls | coordenades                                                         | Protecció | Commons (més fotos) | Dades a WD                    |
| ------ | ---------------- | -------- | ------------ | ------- | ------------------------------------------------------------------- | --------- | ------------------- | ----------------------------- |
|        | Can Pellic       | Colera   | masia        |         | 42° 24′ 37″ N, 3° 06′ 15″ E / 42.4103606862484°N,3.10424946138797°E |           |                     | Modifica les dades a Wikidata |
|        | Mas Blanc        | Colera   | masia        |         | 42° 24′ 29″ N, 3° 08′ 05″ E / 42.4079873574459°N,3.13472440229411°E |           |                     | Modifica les dades a Wikidata |
|        | Mas Patiràs      | Colera   | masia        |         | 42° 23′ 14″ N, 3° 06′ 08″ E / 42.3870998860163°N,3.10225503596654°E |           |                     | Modifica les dades a Wikidata |
|        | Mas Tarragona    | Colera   | masia        |         | 42° 25′ 16″ N, 3° 06′ 17″ E / 42.4212035196833°N,3.10469285397709°E |           |                     | Modifica les dades a Wikidata |
|        | Mas de la Pineda | Colera   | masia        |         | 42° 24′ 49″ N, 3° 09′ 39″ E / 42.4136995610521°N,3.16081859902071°E |           |                     | Modifica les dades a Wikidata |
|        | Xalet d'en Mateu | Colera   | masia        |         | 42° 23′ 51″ N, 3° 09′ 18″ E / 42.3973615662972°N,3.15505393955204°E |           |                     | Modifica les dades a Wikidata |
|        | el Molí          | Colera   | masia        |         | 42° 24′ 28″ N, 3° 06′ 26″ E / 42.4077550786992°N,3.10735621648902°E |           |                     | Modifica les dades a Wikidata |
|        | la Granja        | Colera   | masia        |         | 42° 24′ 34″ N, 3° 09′ 11″ E / 42.4094234239539°N,3.15298118512522°E |           |                     | Modifica les dades a Wikidata |

## muntanya
| imatge | Nom                        | Ubicat a       | instància de | Detalls | coordenades                                                            | Protecció | Commons (més fotos) | Dades a WD                    |
| ------ | -------------------------- | -------------- | ------------ | ------- | ---------------------------------------------------------------------- | --------- | ------------------- | ----------------------------- |
|        | Puig Pelat                 | Colera Portbou | muntanya     |         | 42° 25′ 03″ N, 3° 09′ 14″ E / 42.41739028°N,3.15401111°E 313.7 msnm    |           |                     | Modifica les dades a Wikidata |
|        | Puig Tifell                | Colera Llançà  | muntanya     |         | 42° 22′ 28″ N, 3° 06′ 42″ E / 42.37440278°N,3.11168611°E 408.7 msnm    |           |                     | Modifica les dades a Wikidata |
|        | Puig d'Esquers             | Colera Llançà  | muntanya     |         | 42° 23′ 34″ N, 3° 05′ 47″ E / 42.3926797402°N,3.09635933543°E 606 msnm |           | Puig d'Esquers      | Modifica les dades a Wikidata |
|        | Puig de l'Ossetera         | Colera Portbou | muntanya     |         | 42° 25′ 11″ N, 3° 06′ 46″ E / 42.4197°N,3.11271°E 556.3 msnm           |           |                     | Modifica les dades a Wikidata |
|        | Puig de la Figuerassa      | Colera         | muntanya     |         | 42° 23′ 16″ N, 3° 07′ 08″ E / 42.3879°N,3.11889°E 205.6 msnm           |           |                     | Modifica les dades a Wikidata |
|        | Puig de les Aigües         | Colera Llançà  | muntanya     |         | 42° 22′ 35″ N, 3° 07′ 13″ E / 42.376375°N,3.12024167°E 333.3 msnm      |           |                     | Modifica les dades a Wikidata |
|        | Puig de les Barbes del Boc | Colera Rabós   | muntanya     |         | 42° 25′ 26″ N, 3° 05′ 13″ E / 42.423965°N,3.087011°E 721 msnm          |           |                     | Modifica les dades a Wikidata |
|        | Puig de les Llaceres       | Colera         | muntanya     |         | 42° 24′ 53″ N, 3° 06′ 40″ E / 42.4146°N,3.11119°E 411.8 msnm           |           |                     | Modifica les dades a Wikidata |
|        | Puig del Claper            | Colera Portbou | muntanya     |         | 42° 25′ 12″ N, 3° 09′ 52″ E / 42.41992778°N,3.16445556°E 235.7 msnm    |           | Puig del Claper     | Modifica les dades a Wikidata |
|        | Puig del Falcó             | Colera Portbou | muntanya     |         | 42° 24′ 58″ N, 3° 08′ 53″ E / 42.416216°N,3.148182°E 371.8 msnm        |           |                     | Modifica les dades a Wikidata |
|        | Puig del Llop              | Colera Llançà  | muntanya     |         | 42° 23′ 01″ N, 3° 06′ 13″ E / 42.38357861°N,3.10373333°E 453.8 msnm    |           |                     | Modifica les dades a Wikidata |
|        | Puig del Perdigó           | Colera         | muntanya     |         | 42° 24′ 50″ N, 3° 07′ 36″ E / 42.41384167°N,3.12655°E 331.4 msnm       |           |                     | Modifica les dades a Wikidata |
|        | Puig del Pi Bord           | Colera         | muntanya     |         | 42° 23′ 18″ N, 3° 07′ 16″ E / 42.3883°N,3.12104°E 166.7 msnm           |           |                     | Modifica les dades a Wikidata |
|        | Roques Blanques            | Colera         | muntanya     |         | 42° 24′ 12″ N, 3° 07′ 51″ E / 42.40324444°N,3.13096667°E 45.7 msnm     |           |                     | Modifica les dades a Wikidata |
|        | les Barbes del Boc         | Rabós Colera   | muntanya     |         | 42° 25′ 22″ N, 3° 05′ 13″ E / 42.4227°N,3.08708°E                      |           |                     | Modifica les dades a Wikidata |
|        | les Orelles de la Mula     | Colera Rabós   | muntanya     |         | 42° 25′ 17″ N, 3° 05′ 12″ E / 42.42149722°N,3.08664167°E 688.7 msnm    |           |                     | Modifica les dades a Wikidata |

## nucli de població
| imatge | Nom          | Ubicat a | instància de      | Detalls | coordenades                                                         | Protecció | Commons (més fotos) | Dades a WD                    |
| ------ | ------------ | -------- | ----------------- | ------- | ------------------------------------------------------------------- | --------- | ------------------- | ----------------------------- |
|        | Garbet       | Colera   | nucli de població |         | 42° 23′ 50″ N, 3° 09′ 20″ E / 42.397271297179°N,3.1556078397058°E   |           |                     | Modifica les dades a Wikidata |
|        | la Rovellada | Colera   | nucli de població |         | 42° 24′ 43″ N, 3° 09′ 49″ E / 42.4120744423558°N,3.16367050728243°E |           |                     | Modifica les dades a Wikidata |

## platja
| imatge | Nom                        | Ubicat a | instància de                               | Detalls                    | coordenades                                                             | Protecció | Commons (més fotos)        | Dades a WD                    |
| ------ | -------------------------- | -------- | ------------------------------------------ | -------------------------- | ----------------------------------------------------------------------- | --------- | -------------------------- | ----------------------------- |
|        | platja d'en Carbassó       | Colera   | platja codolar                             | Llarg: 45m Ample: 5m       | 42° 24′ 03″ N, 3° 09′ 51″ E / 42.400700000075°N,3.1642999998459°E       |           |                            | Modifica les dades a Wikidata |
|        | platja d'en Goixa          | Colera   | platja                                     | Llarg: 147.7m Ample: 15.7m | 42° 24′ 26″ N, 3° 09′ 21″ E / 42.40713°N,3.15591°E                      |           | Platja d'en Goixa          | Modifica les dades a Wikidata |
|        | platja de Garbet           | Colera   | platja                                     |                            | 42° 23′ 34″ N, 3° 09′ 11″ E / 42.39272°N,3.15299°E                      |           | Platja de Garbet           | Modifica les dades a Wikidata |
|        | platja de Sota d'en Navata | Colera   | platja                                     |                            | 42° 23′ 22″ N, 3° 09′ 29″ E / 42.389465614635334°N,3.1581828368588103°E |           | Platja de Sota d'en Navata | Modifica les dades a Wikidata |
|        | platja de la Rovellada     | Colera   | platja platja de sorra negra codolar       | Llarg: 40m Ample: 20m      | 42° 24′ 41″ N, 3° 09′ 44″ E / 42.41151°N,3.16213°E                      |           | Platja de la Rovellada     | Modifica les dades a Wikidata |
|        | platja de les Portes       | Colera   | platja                                     |                            | 42° 24′ 16″ N, 3° 09′ 24″ E / 42.404533834945575°N,3.156778657697351°E  |           | Platja de les Portes       | Modifica les dades a Wikidata |
|        | platja del Borró           | Colera   | platja                                     |                            | 42° 23′ 20″ N, 3° 09′ 37″ E / 42.38885°N,3.16029°E                      |           | Platja del Borró           | Modifica les dades a Wikidata |
|        | platja del Borró d'Enfora  | Colera   | platja                                     |                            | 42° 23′ 27″ N, 3° 09′ 47″ E / 42.39080932324768°N,3.162970742130501°E   |           | Platja del Borró d'enfora  | Modifica les dades a Wikidata |
|        | platja del Port d'en Joan  | Colera   | platja                                     |                            | 42° 23′ 47″ N, 3° 09′ 24″ E / 42.39634587686421°N,3.15670173060156°E    |           |                            | Modifica les dades a Wikidata |
|        | platja dels Morts          | Colera   | platja platja de sorra negra platja urbana | Llarg: 140m Ample: 30m     | 42° 24′ 21″ N, 3° 09′ 19″ E / 42.40584°N,3.15533°E                      |           | Platja dels Morts          | Modifica les dades a Wikidata |

## serra
| imatge | Nom                          | Ubicat a      | instància de | Detalls | coordenades                                                             | Protecció | Commons (més fotos) | Dades a WD                    |
| ------ | ---------------------------- | ------------- | ------------ | ------- | ----------------------------------------------------------------------- | --------- | ------------------- | ----------------------------- |
|        | Muntanya dels Canons         | Colera        | serra        |         | 42° 24′ 05″ N, 3° 09′ 23″ E / 42.40138361°N,3.15640278°E 123 123.3 msnm |           |                     | Modifica les dades a Wikidata |
|        | Serra de la Balmeta (Colera) | Colera        | serra        |         | 42° 24′ 24″ N, 3° 05′ 20″ E / 42.40679444°N,3.08889444°E 564 msnm       |           |                     | Modifica les dades a Wikidata |
|        | serra del Socarrador         | Colera Llançà | serra        |         | 42° 22′ 58″ N, 3° 08′ 08″ E / 42.3828°N,3.13556°E 408.7 msnm            |           |                     | Modifica les dades a Wikidata |

## Misc
| imatge | Nom                          | Ubicat a                                                                                                  | instància de                                    | Detalls                                                                             | coordenades                                                                                                   | Protecció                                  | Commons (més fotos)          | Dades a WD                    |
| ------ | ---------------------------- | --- | ----------------------------------------------- | ----------------------------------------------------------------------------------- | --- | ------------------------------------------ | ---------------------------- | ----------------------------- |
|        | Castell de Molinàs           | Colera | castell                                         | Estil: arquitectura romànica                                                        | 42° 24′ 10″ N, 3° 06′ 19″ E / 42.4027°N,3.10515°E ca:Camí, a l'esquerra de la N-260, abans d'arribar al poble | bé cultural d'interès local                |                              | Modifica les dades a Wikidata |
|        | Massís de l'Albera           | Vilamaniscle Cantallops Colera Espolla Garriguella la Jonquera Llançà Portbou Rabós Sant Climent Sescebes | Pla d'Espais d'Interès Natural àrea protegida   | 1992 Superfície: 16378.90093ha                                                      | |                                            |                              | Modifica les dades a Wikidata |
|        | Pont de Colera               | Colera | pont                                            | Hi passa: N-260                                                                     | 42° 24′ 10″ N, 3° 08′ 41″ E / 42.4027426812509°N,3.14471398620441°E                                           |                                            |                              | Modifica les dades a Wikidata |
|        | Port de Colera               | Colera | port esportiu                                   |                                                                                     | 42° 24′ 16″ N, 3° 09′ 29″ E / 42.404334815083594°N,3.157971954991603°E                                        |                                            | Port of Colera               | Modifica les dades a Wikidata |
|        | Puig d'Esquers               | Colera | vèrtex geodèsic                                 | Alt: 1.2m                                                                           | 42° 23′ 33″ N, 3° 05′ 47″ E / 42.39262°N,3.096454°E 606.007 msnm                                              |                                            |                              | Modifica les dades a Wikidata |
|        | Rectoria                     | Colera | rectoria                                        | Estil: arquitectura popular 20th century                                            | 42° 24′ 16″ N, 3° 09′ 07″ E / 42.4044°N,3.1519°E ca:C. de l'Església, 49 19 msnm                              | bé integrant del patrimoni cultural català | Rectoria (Colera)            | Modifica les dades a Wikidata |
|        | Túnel del Coll del Frare     | Colera Portbou                                                                                            | túnel                                           |                                                                                     | 42° 25′ 09″ N, 3° 09′ 37″ E / 42.4192660372534°N,3.16027369998459°E                                           |                                            |                              | Modifica les dades a Wikidata |
|        | cap Ras                      | Colera Llançà                                                                                             | cap                                             |                                                                                     | 42° 23′ 20″ N, 3° 10′ 02″ E / 42.38885°N,3.16732°E                                                            |                                            |                              | Modifica les dades a Wikidata |
|        | casa consistorial de Colera  | Colera | casa consistorial                               |                                                                                     | 42° 24′ 15″ N, 3° 09′ 02″ E / 42.4040585°N,3.1504747°E                                                        |                                            |                              | Modifica les dades a Wikidata |
|        | cementiri de Colera          | Colera | cementiri                                       |                                                                                     | 42° 24′ 05″ N, 3° 08′ 38″ E / 42.401465005723°N,3.14377539228514°E                                            |                                            |                              | Modifica les dades a Wikidata |
|        | cova d'en Rombau             | Colera | cova                                            |                                                                                     | 42° 24′ 30″ N, 3° 06′ 57″ E / 42.4083501746757°N,3.11588844779835°E                                           |                                            |                              | Modifica les dades a Wikidata |
|        | dolmen de Puig d'Esquers     | Colera | dolmen                                          |                                                                                     | 42° 23′ 30″ N, 3° 05′ 47″ E / 42.3917880699762°N,3.09644301824858°E                                           |                                            |                              | Modifica les dades a Wikidata |
|        | mar Mediterrània             | | mar interior mar mediterrani conca hidrogràfica | Superfície: 2500000km² Profunditat: 5267 1541m Volum: 3839000km³                    | 38° N, 17° E / 38°N,17°E 0 msnm                                                                               |                                            | Mediterranean Sea            | Modifica les dades a Wikidata |
|        | plàtan de la Plaça de Colera | Colera | arbre singular                                  | Taxon: plàtan (Platanus ×hispanica) Ample: 20.3m Alt: 10m Perímetre: 3.32m          | 42° 24′ 14″ N, 3° 09′ 03″ E / 42.40387°N,3.15075°E ca:Plaça Pi i Margall 8 msnm                               | arbre monumental                           | Plàtan de la Plaça de Colera | Modifica les dades a Wikidata |
|        | pont del Ferrocarril         | Colera | viaducte                                        | Estil: arquitectura del ferro 19th century Hi passa: línia Barcelona-Girona-Portbou | 42° 24′ 10″ N, 3° 09′ 10″ E / 42.402914°N,3.152769°E ca:Dins el nucli de Colera 23 msnm                       | bé integrant del patrimoni cultural català | Pont de Colera               | Modifica les dades a Wikidata |
|        | riera de Molinàs             | Colera | curs d'aigua                                    | Desemboca: mar Mediterrània                                                         | |                                            |                              | Modifica les dades a Wikidata |